# Мавровуни
Маврову́ни (греч. Μαυροβούνι), Ди́сорон (др.-греч. Δύσωρον, греч. Δύσωρο ή Κρούσια, болг. Круша «груша») — покрытый лесом горный хребет в Греции, в периферии Центральная Македония, на границе периферийных единиц Килкис и Сере. Находится к югу от гор Беласица, от которых отделён перевалом Дова-тепе (тур. Dova Tepe) высотой 306 метров, к югу от водохранилища Керкини и к северу от хребта Вертискос. Высочайшая вершина 1178 метров над уровнем моря. На горе находится исток реки Галикос. На горе — месторождение золота. Гора Дисорон вместе с водохранилищем Керкини входит в сеть природоохранных зон «Натура 2000».
На больших высотах доминирует буковый лес, на нижних склонах — дубрава. Здесь зимует большой подорлик, размножаются орёл-карлик и воробьинообразные, постоянно обитает орлан-белохвост, мигрируют могильник и степная пустельга.